# Вайлате
Вайла̀те (на италиански: Vailate, на местен диалект: Aliàt, Алиат) е малко градче и община в Северна Италия, провинция Кремона, регион Ломбардия. Разположено е на 162 m надморска височина. Населението на общината е 4589 души (към 2010 г.).